# 性別偏見
性別偏見是對於性別角色與關係所具有之偏差、錯誤見解或因性別差異而產生對他人不公平的看法或態度。相較於「刻板印象」，「偏見」特別是描述為負面的，因為概括性的論斷所引起的反感。所以對性別偏見的測量多以負面的性別刻板印象為主要指標。

## 類型
大致上將教科書裡的性別偏見分為六種形式：
1. 語言偏見　(linguistic bias)
2. 刻板印象　(stereotyping)
3. 隱藏不見　(invisibility)
4. 偏差失衡　(imbalance)
5. 脫離真實　(unreality)
6. 分離孤立　(fragmentation and isolation)